# Элла (остров)
Элла (дат. Ella Ø) — остров к востоку от Гренландии, в устье фьорда Кемпе на северной оконечности фьорда Короля Оскара. Остров входит в Северо-восточный гренландский национальный парк. Назван Альфредом Габриелем Натгорстом в ходе экспедиции 1899 года в честь его жены Эми Рафаелы (кратко Элла) Виндаль (1858—1936).

## История
Лаге Кох имел хижину под названием «Орлиное гнездо» на северном берегу острова . Ботаник Торвальд Соренсен жил здесь с 1931 по 1935 годы. Результаты проведённых наблюдений легли в основу его докторской диссертации в 1941 году.
В течение Второй мировой войны армия США имела на острове сооружение под названием Bluie East Four.
В 1971 году на острове был найден метеорит, классифицированный как L-6 хондрит.